# Bellamya contracta
Bellamya contracta es una especie de molusco gasterópodo de la familia Viviparidae en el orden de los Mesogastropoda.

## Distribución geográfica
Es  endémica de la República Democrática del Congo